# Confine tra Brasile e Paraguay
Il confine tra il Brasile e il Paraguay descrive la linea di demarcazione tra questi due stati. Ha una lunghezza di 1.290 km.

## Caratteristiche
La linea di confine interessa la parte sud del Brasile e quella nord-est del Paraguay. Ha un andamento generale da nord-ovest verso sud-est.

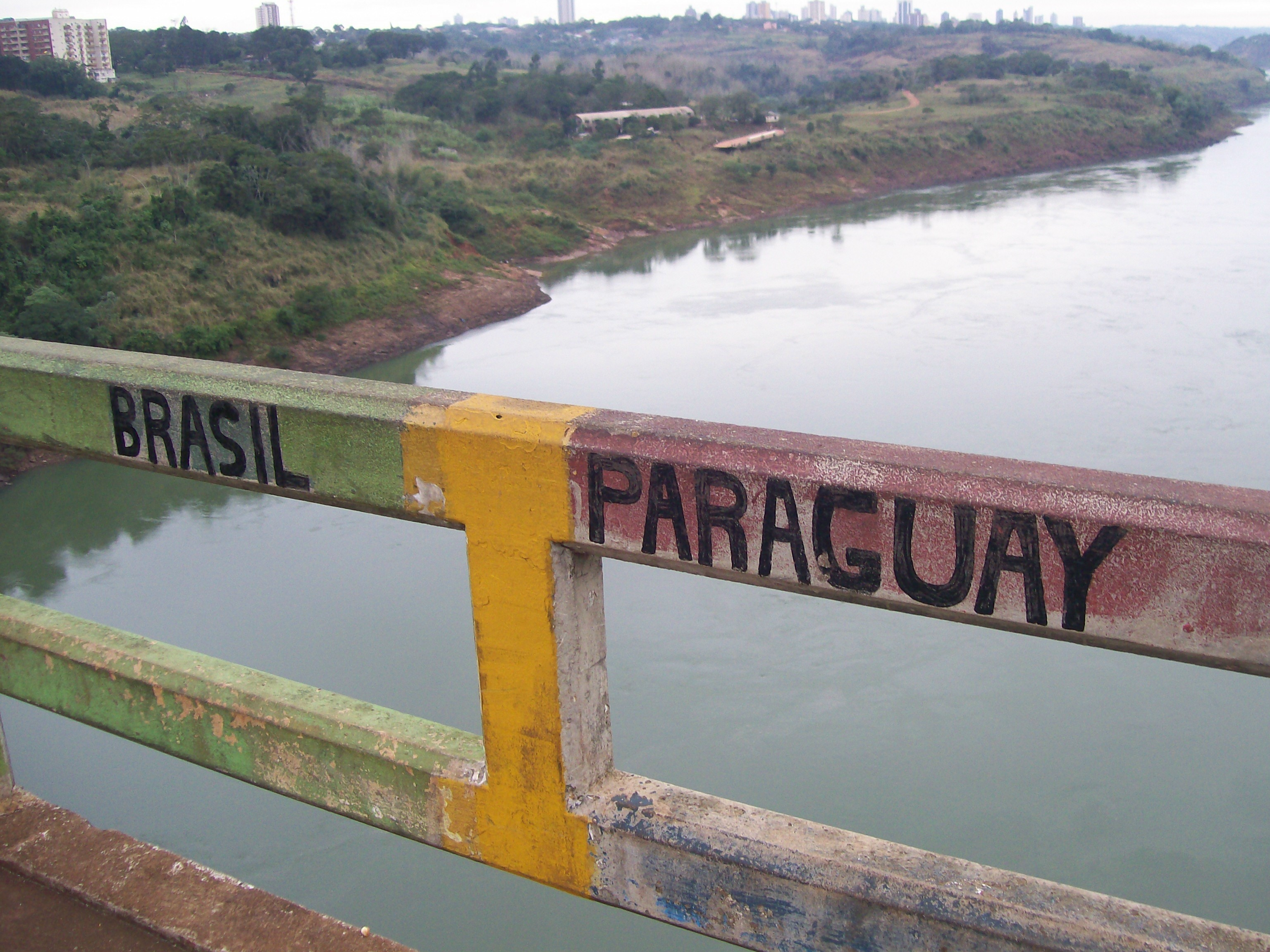
Il punto esatto del confine situato sul Ponte dell'Amicizia tra le città di Foz do Iguaçu (Brasile) e Ciudad del Este (Paraguay). Sullo sfondo, il fiume Paraná.

Inizia alla triplice frontiera tra Bolivia, Brasile e Paraguay e termina alla triplice frontiera tra Argentina, Brasile e Paraguay.